# Koninklijke "Sint-Martinusfanfare", Halle
De Koninklijke "Sint-Martinusfanfare", Halle is een fanfareorkest in Halle (Vlaams-Brabant) en werd opgericht in december 1880.

## Geschiedenis
De Koninklijke Sint-Martinusfanfare fungeerde aanvankelijk als muzikaal strijdorgaan ("phalange instrumentale") van de katholieke Sint-Martinuskring. Dankzij professionele dirigenten wist zich de fanfare meet toe te leggen op de muzikale zijde van haar prestaties. Al vroeg nam men deel aan diverse wedstrijden en tornooien en wist meerdere nationale en internationale vermeldingen te bereiken.
In 1911 veroverde men drie eerste prijzen op het Concours International van Valenciennes. De fanfare verzorgde regelmatig radio-opnames in het Nationaal Instituut voor de Radio-omroep. In 1950 werd zij te Harelbeke tijdens het Nationaal Muziekfestival van het Koninklijk Muziekverbond van België Nationaal kampioen.
Op 24 juli 1966 nam de fanfare ook deel aan het 5e Wereld Muziek Concours te Kerkrade in de 1e divisie en behaalde met 297 punten een 1e prijs. Na 1980 werd men driemaal kampioen van de Federatie van Katholieke Muziekbonden (Fedekam) in Vlaams Brabant in de afdeling uitmuntendheid. Tijdens het provinciaal tornooi 2002 promoveerde zij weer na de ere-afdeling en behaalde de gouden medaille van de provincie Vlaams-Brabant. In 2005 werd deze prestatie weer herhaald.
De fanfare heeft jaarlijks eind november in het Cultureel Centrum ‘t Vondel een Winterconcert en op de kiosk van de Halse Grote Markt een aperitiefconcert installeert.

## Tegenwoordig
De vereniging beschikt naast het fanfareorkest ook nog over een Instaporkest. Voor de vernieuwing van het authentieke fanfare repertoire werden er sinds 1991 compositie-opdrachten vergeven. Zo ontstonden tot nu (2008) drie werken voor fanfareorkest van Belgische componisten, namelijk:
- Saint Martin's Suite van Jan van der Roost (1991)
- Gone with the winter for sextet and band van Johan Evenepoel (1999)
- Engelse Suite voor bugel en fanfare van Bert Joris (2000)

## Dirigenten
- 1880-1893 Josephe Lerinckx
- 1893-1906 Victor Turine
- 1907-1946 Jean Strauwen
- 1946-1954 Emile Walnier
- 1955-1958 Georges Follman
- 1958-1977 Jos Moerenhout
- 1978-1985 Georges Follman
- 1985-1988 Jean Pierre Leveugle
- 1989-1991 Michel Leveugle
- 1991-heden Jan Loris

## Publicaties
- Raymond Clement: 100 jaar Koninklijke Sint-Martinusfanfare Halle, Halle, 1980